# Saint-Appolinaire
Saint-Appolinaire ist eine Gemeinde im französischen Département Rhône in der Region Auvergne-Rhône-Alpes. Sie gehört zum Kanton Tarare im Arrondissement Villefranche-sur-Saône. Sie grenzt im Westen an Ronno, im Norden an Saint-Just-d’Avray, im Osten an Dième und im Süden an Valsonne.

## Bevölkerungsentwicklung
| Jahr                       | 1962 | 1968 | 1975 | 1982 | 1990 | 1999 | 2008 | 2014 |
| -------------------------- | ---- | ---- | ---- | ---- | ---- | ---- | ---- | ---- |
| Einwohner                  | 129  | 121  | 102  | 104  | 101  | 110  | 156  | 195  |
| Quellen: Cassini und INSEE |      |      |      |      |      |      |      |      |